# Giorgio Almirante

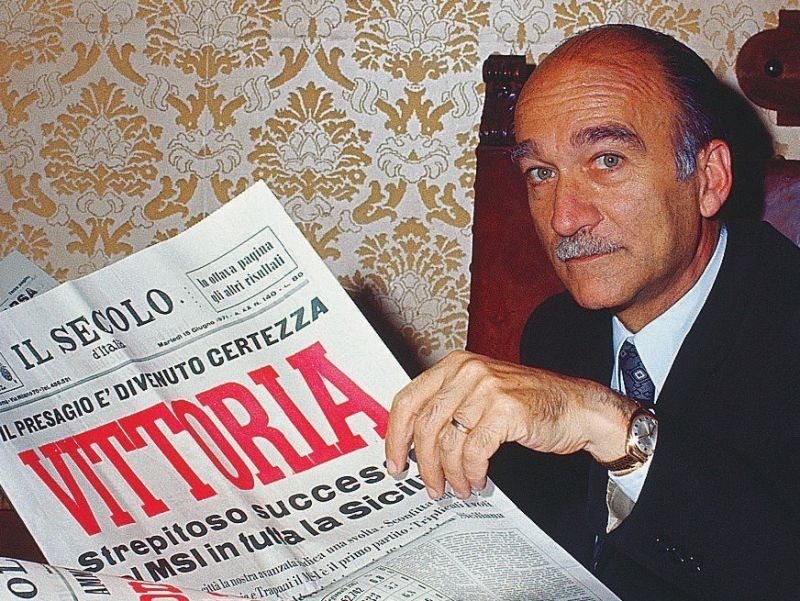
Almirante in 1971

Giorgio Almirante (Salsomaggiore, 27 juni 1914 — 22 mei 1988), was een Italiaans politicus. Hij sloot zich aan bij de Partito Nazionale Fascista (PNF) (1943-1945: Republikeinse Fascistische Partij) van Benito Mussolini. Van 1944 tot 1945 was Almirante chef van het kabinet van de minister van Volkscultuur van de neofascistische Italiaanse Sociale Republiek.
In april 1945 week hij met Mussolini en andere ministers uit naar Zwitserland. Mussolini werd echter door partizanen gearresteerd en terechtgesteld. Almirante week uit naar Milaan en Turijn waar hij onderdook. In 1946 richtte hij de Movimento Italiano di Unità Sociale (MIUS) op, een neofascistische beweging die later dat jaar werd omgedoopt in Movimento Sociale Italiano (MSI). Almirante nam het leiderschap van de MSI op zich. Almirante streefde een herstel van de fascistische staat na. In 1947 behaalde de MSI 4% van de stemmen bij de gemeenteraadsverkiezingen en 2% bij de parlementsverkiezingen. In 1950 werd Arturo Michelini tot partijleider gekozen. Michelini streefde samenwerking met de Nationaal Monarchistische Beweging en de Democrazia Cristiana (christendemocraten) na, iets wat Almirante afwees. Tot 1954 wist Almirante zich als algemeen secretaris te handhaven, daarna trad hij op als leider van de radicale vleugel van de MSI.
In 1969 overleed Michelini en werd Almirante opnieuw leider van de MSI. Hij voerde sindsdien een gematigdere koers. In 1970 liet hij de fascistische symbolen uit het partijlogo van de MSI verwijderen en in 1973 fuseerde zijn MSI met kleinere rechtse groepen tot de MSI-Nieuw Rechts. Almirante keurde zowel het extreemrechtse als het extreemlinkse terrorisme af en trad op als een man van "orde en recht".
Almirante werd gezien als de Italiaanse Jean-Marie Le Pen. Ondanks deze vergelijking wees de MSI een te nauwe samenwerking (met name op Europees niveau) af.
In 1987 werd Almirante niet herkozen als partijvoorzitter. In die functie werd Gianfranco Fini gekozen.